# Hall of Fame Tennis Championships 1984
L'Hall of Fame Tennis Championships 1984 è stato un torneo di tennis giocato sull'erba dell'International Tennis Hall of Fame di Newport negli Stati Uniti. È stata la 9ª edizione del torneo che fa parte del Volvo Grand Prix 1984 e del Virginia Slims World Championship Series 1984. Il torneo maschile si è giocato dal 9 al 15 luglio, quello femminile dal 30 luglio al 5 agosto 1984.

## Campioni

### Singolare maschile
Vijay Amritraj ha battuto in finale  Tim Mayotte con il punteggio di 3–6, 6–4, 6–4

### Doppio maschile
David Graham /  Laurie Warder hanno battuto in finale  Ken Flach /  Robert Seguso con il punteggio di 6–4, 7–6

### Singolare femminile
Martina Navrátilová ha battuto in finale  Gigi Fernández con il punteggio di 6–3, 7–6

### Doppio femminile
Anna Maria Fernández /  Peanut Louie hanno battuto in finale  Lea Antonoplis /  Beverly Mould con il punteggio di 7–5, 7–6